# RED & BLUE
『RED & BLUE』（レッド・アンド・ブルー）は、日本のロックバンドであるPINKの5枚目のオリジナル・アルバム。
1989年2月25日にアルファ・ムーンからリリースされた。前作『CYBER』（1987年）から1年4か月ぶりにリリースされた作品で、プロデュースは佐々馨が担当している。また、本作を最後にPINKは活動を「凍結」することとなった。
キャッチコピーは『赤と青の衝撃。』。

## 制作
PINKのメンバーであったスティーブ衛藤が脱退し、この作品を制作している時点で活動停止状態だった。実際、1曲目の「ベルリンは宇宙 (Berlin the Universe)」以外は、岡野ハジメとホッピー神山は作曲とスタジオ録音などの作業が各自バラバラに行われ、ホッピーは福岡ユタカが作曲を手がけた楽曲に参加していない旨を明言している。

## リリース
1989年2月25日にアルファ・ムーンからLPとCT、CDの3形態でリリースされた。
1994年5月25日にeast west japanからCDのみで再リリースされた。

## 批評
| 専門評論家によるレビュー | 専門評論家によるレビュー |
| レビュー・スコア         | レビュー・スコア         |
| 出典                     | 評価                     |
| ------------------------ | ------------------------ |
| CDジャーナル             | 肯定的                   |

CDジャーナルは、サウンドに関して、1枚目の『PINK』（1985年）を超えることができないまま、妙に落ち着いた方向に行ってしまいそうだったとしながらも「そんな落ち着きにもどしがかかっています。バンドらしい生気が戻ったアルバム」と肯定的な評価を下している。

## 収録曲

### LPレコード, CT
| #         | タイトル                                 | 作詞       | 作曲                      | 時間  |
| --------- | ---------------------------------------- | ---------- | ------------------------- | ----- |
| 1.        | 「ベルリンは宇宙 (Berlin the Universe)」 | 宇部セージ | ホッピー神山 & 福岡ユタカ | 4:16  |
| 2.        | 「STORY」                                | 吉田美奈子 | 福岡ユタカ                | 4:48  |
| 3.        | 「小さな男の大きな夢」                   | 竹中仁見   | ホッピー神山              | 4:34  |
| 4.        | 「AUGUST MOON」                          | 吉田仁     | 岡野ハジメ                | 5:15  |
| 5.        | 「水の絆 (TIDE)」                        |            | 福岡ユタカ & 矢壁アツノブ | 2:45  |
| 合計時間: | 合計時間:                                | 合計時間:  | 合計時間:                 | 21:38 |

| #         | タイトル           | 作詞         | 作曲         | 時間  |
| --------- | ------------------ | ------------ | ------------ | ----- |
| 1.        | 「WHAT CAN I SAY」 | 福岡ユタカ   | 福岡ユタカ   | 5:06  |
| 2.        | 「ROLLING STONE」  | 吉田美奈子   | 福岡ユタカ   | 4:18  |
| 3.        | 「EARTH FALL」     | 福岡ユタカ   | 福岡ユタカ   | 4:44  |
| 4.        | 「ICON」           | ホッピー神山 | ホッピー神山 | 5:22  |
| 合計時間: | 合計時間:          | 合計時間:    | 合計時間:    | 19:30 |

### CD
| #         | タイトル                                 | 作詞         | 作曲                      | 時間  |
| --------- | ---------------------------------------- | ------------ | ------------------------- | ----- |
| 1.        | 「ベルリンは宇宙 (Berlin the Universe)」 | 宇部セージ   | ホッピー神山 & 福岡ユタカ | 4:16  |
| 2.        | 「STORY」                                | 吉田美奈子   | 福岡ユタカ                | 4:48  |
| 3.        | 「小さな男の大きな夢」                   | 竹中仁見     | ホッピー神山              | 4:34  |
| 4.        | 「AUGUST MOON」                          | 吉田仁       | 岡野ハジメ                | 5:15  |
| 5.        | 「水の絆 (TIDE)」                        |              | 福岡ユタカ & 矢壁アツノブ | 2:45  |
| 6.        | 「WHAT CAN I SAY」                       | 福岡ユタカ   | 福岡ユタカ                | 5:06  |
| 7.        | 「ROLLING STONE」                        | 吉田美奈子   | 福岡ユタカ                | 4:18  |
| 8.        | 「EARTH FALL」                           | 福岡ユタカ   | 福岡ユタカ                | 4:44  |
| 9.        | 「ICON」                                 | ホッピー神山 | ホッピー神山              | 5:22  |
| 合計時間: | 合計時間:                                | 合計時間:    | 合計時間:                 | 41:08 |

## 楽曲解説
1. ベルリンは宇宙 (Berlin the Universe)
2. STORY
3. 小さな男の大きな夢
  - 作曲を担当したホッピー神山いわく、「小さな男」はアドルフ・ヒトラーを指すとしている[1]。
4. AUGUST MOON
5. 水の絆 (TIDE)
6. WHAT CAN I SAY
7. ROLLING STONE
8. EARTH FALL
9. ICON

## 参加ミュージシャン

### PINK
- 福岡ユタカ - ボーカル・ギター・キーボード
- 岡野ハジメ - ボーカル・ベース・ギター・キーボード
- ホッピー神山 - ボーカル・ギター・キーボード
- 逆井オサム - ギター
- 矢壁アツノブ - ボーカル・ドラム

### GUEST
- BANANA - キーボード（#2,#6,#7,#8）
- 窪田晴男 - ギター（#6,#8）
- グレッグ・リー - ベース（#6,#8）
- スティーブ衛藤 - タンバリン（#1）

## リリース日一覧
| No. | リリース日    | レーベル         | 規格 | 規格品番   | 備考   |
| --- | ------------- | ---------------- | ---- | ---------- | ------ |
| 1   | 1989年2月25日 | アルファ・ムーン | LP   | MOON-28064 |        |
| 1   | 1989年2月25日 | アポロン音楽工業 | CT   | KY28-4     |        |
| 1   | 1989年2月25日 | アルファ・ムーン | CD   | 32XM-84    |        |
| 2   | 1994年5月25日 | east west japan  | CD   | AMCM-5014  | 再発盤 |